# Flavonol

3-hydroxiflavon med numrering av substituenternas positioner.

Flavonoler är en klass av flavonoider som är uppbyggda med 3-hydroxiflavon (3-hydroxi-2-fenyl-4H-kromen-4-on, enligt IUPAC, eller 2-fenyl-3-hydroxikromon) som stomme. De olika flavonolerna skiljer sig från varandra genom att ha OH-grupper eller metoxigrupper bundna till olika positioner på 3-hydroxiflavonstommen. De skall inte blandas samman med flavanoler (exempelvis katekin) som är en annan klass av flavonoider.
Flavonoler är antioxidanter och de förekommer i en mängd olika frukter och grönsaker. Deras förekomst i kakao och choklad har särskilt uppmärksammats.
De är (vanligtvis) gula växtpigment (därav namnet – från latin flavus, gul) och flera växtarter som innehåller flavonoler har använts för textilfärgning under århundraden och varit viktiga kommersiellt (som fustikträd och färgek). Användningen nådde sin kulmen på 1800-talet - men, med den kemiska industrins framväxande och utvecklingen av syntetiska färgämnen minskade flavonolernas betydelse för textilindustrin markant från 1920-talet.
Flavonolerna förekommer i naturen oftast glykosidbundna till olika sockerarter.
| Namn            | 5    | 7    | 8  | 2' | 3'/5'     | 4'   | Prekursor                                     |
| --------------- | ---- | ---- | -- | -- | --------- | ---- | --------------------------------------------- |
| 3-Hydroxiflavon | H    | H    | H  | H  | H/H       | H    |                                               |
| Fisetin         | H    | OH   | H  | H  | H/OH      | OH   |                                               |
| Galangin        | OH   | OH   | H  | H  | H/H       | H    | Pinobanksin                                   |
| Kaempferol      | OH   | OH   | H  | H  | H/H       | OH   | Dihydrokaempferol                             |
| Quercetin       | OH   | OH   | H  | H  | H/OH      | OH   | Kaempferol eller Dihydroquercetin (Taxifolin) |
| Myricetin       | OH   | OH   | H  | H  | OH/OH     | OH   | Quercetin eller Dihydromyricetin              |
| Morin           | OH   | OH   | H  | OH | H/H       | OH   |                                               |
| Gossypetin      | OH   | OH   | OH | H  | H/OH      | OH   | Quercetin                                     |
| Azaleatin       | OCH3 | OH   | H  | H  | H/OH      | OH   |                                               |
| Kaempferid      | OH   | OH   | H  | H  | H/H       | OCH3 | Kaempferol                                    |
| Isorhamnetin    | OH   | OH   | H  | H  | H/OCH3    | OH   | Quercetin                                     |
| Laricitrin      | OH   | OH   | H  | H  | OH/OCH3   | OH   | Myricetin                                     |
| Syringetin      | OH   | OH   | H  | H  | OCH3/OCH3 | OH   | Laricitrin                                    |
| Rhamnetin       | OH   | OCH3 | H  | H  | H/OH      | OH   | Quercetin                                     |
| Rhamnazin       | OH   | OCH3 | H  | H  | H/OCH3    | OH   | Rhamnetin                                     |

Alla de ovanstående har dessutom en OH-grupp på position 3, eftersom de är flavonoler. Hos vissa "flavonoler" är denna dock utbytt mot en metoxigrupp (ett exempel är pachypodol som motsvarar 3-metoxirhamnazin).
Det finns ett stort antal flavonoler som likt ovan är mer eller mindre substituerade med hydroxi- och metoxigrupper. Ett exempel på en sådan är 3,5,6,7,8,3',4'-heptametoxiflavon (som konstaterats hos flera arter i släktet Citrus) som har sju metoxigrupper och ett annat är 5,3'-dihydroxi-3,6,7,8,4',5'-hexametoxiflavon (kallad digicitrin efter fingerborgsblomman Digitalis purpurea hos vilken den upptäcktes) som har två hydroxigrupper och sex metoxigrupper. (Båda dessa är dessutom exempel på metoxylering av position 3).

## Biosyntes av flavonoler
I tabellen ovan  har prekursorer för en del av de olika upptagna flavonolerna angivits och studerar man tabellen lite nämare ser man att dessa kan delas i två kategorier: andra flavonoler och icke-flavonoler.
Biosyntesen från andra flavonoler kan delas upp i två huvudtyper: dels hydroxylering av en kolatom på flavon-stommen och dels metoxylering av en hydroxigrupp.
Hydroxylering sker med hjälp av ett monoxygenas-enzym enligt:
en flavonol + O2 + NADPH + H+ → en hydroxiflavonol + NADP+ + H2O
Metoxylering sker med hjälp av ett metyltransferas-enzym enligt:
en flavonol + S-adenosylmetionin → en metoxiflavonol + S-adenosylhomocystein
Biosyntesen av kaempferol, quercetin, myricetin och galangin sker (eller, i fallen quercetin och myricetin, "kan även ske" då de även kan syntetiseras från en flavonol) från en "dihydroflavonol" (pinobanksin skulle lika gärna kunna kallas dihydrogalangin eftersom strukturen är analog med de övriga "dihydroflavonolerna") som saknar dubbelbindningen mellan positionerna 2 och 3 (och således har en väteatom bunden till vardera respektive kolatom). Biosyntesen sker enligt:
en "dihydroflavonol" + O2 + α-ketoglutarsyra → en flavonol + bärnstenssyra + CO2 + H2O
Dihydrokaempferol kan hydroxyleras till dihydroquercitin och vidare till dihydromyricetin analogt med den ovan beskrivna hydroxyleringen.
Alla flavonolers biosyntes är dock ännu ej utredd.